# 호도닌구

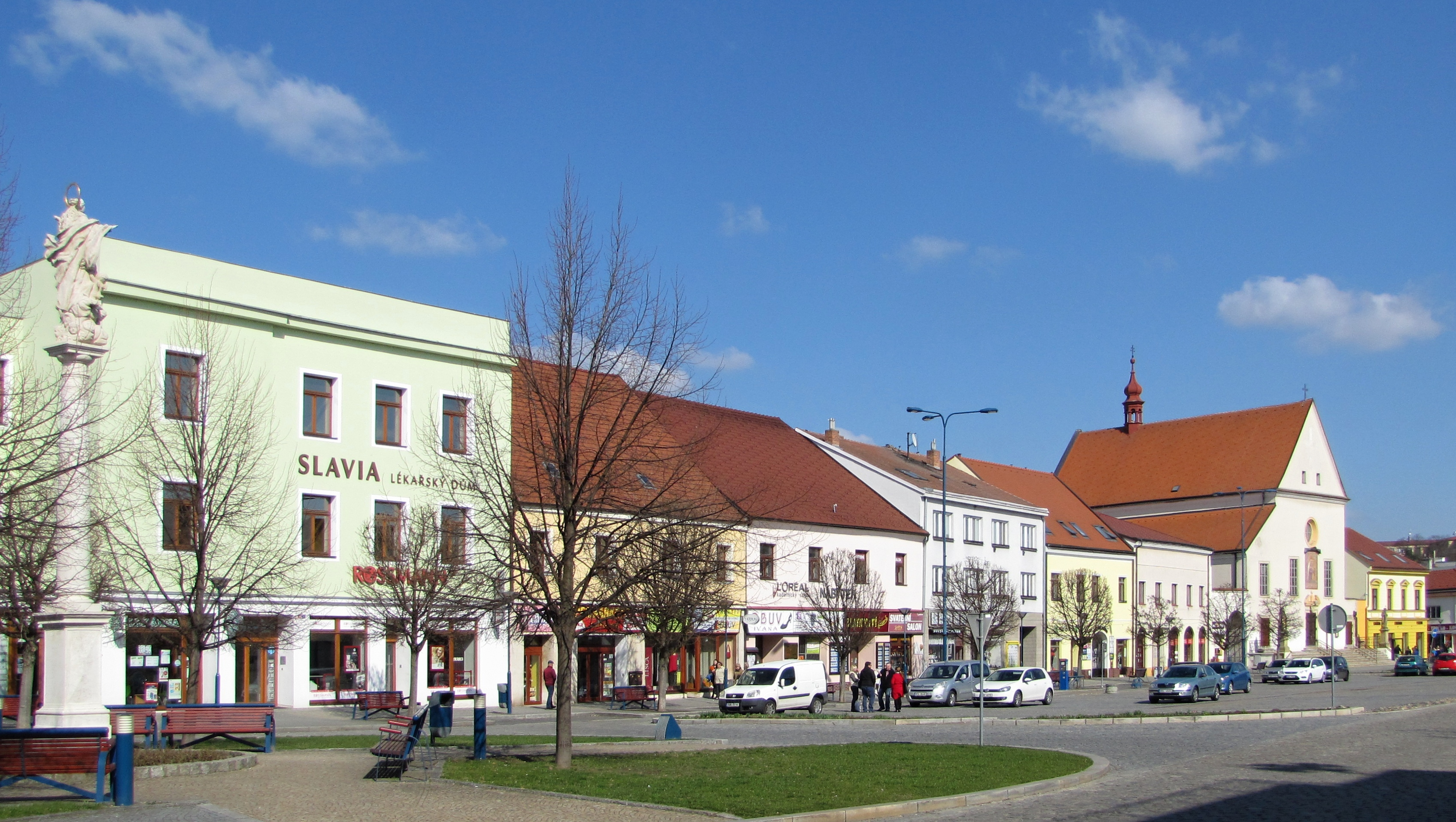
호도닌구 키요프에 위치한 마사리크 광장

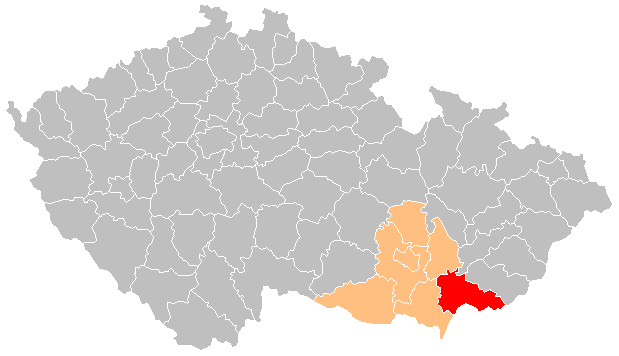
호도닌구의 위치

호도닌구(체코어: Okres Hodonín)는 체코 남모라바주를 구성하는 7개 구 가운데 하나로 행정 중심지는 호도닌이며 면적은 1,099.13km2, 인구는 154,160명(2019년 1월 1일 기준), 인구 밀도는 140명/km2이다.
남모라바주 남동부에 위치하며 82개 지방 자치체(8개 시, 74개 마을)를 관할한다. 남모라바주 브르제츨라프구, 비슈코프구, 즐린주 크로메르지시구, 우헤르스케흐라디슈테구와 접하며 남쪽으로는 슬로바키아와 국경을 접한다.